# الضغينة (فلم 2020)
الضغينة (بالإنجليزية: The Grudge) هو فيلم أمريكي أنتج عام 2020 من نوع خارق للطبيعة/رعب، من إخراج نيكولا بيسكي وبطولة أندريا ريسبورو.